# Josef Čtyřoký
Josef Čtyřoký (né le 30 septembre 1906 - mort le 11 janvier 1985) était un footballeur international tchécoslovaque, qui jouait en défense.

## Biographie
Il a joué durant sa carrière de club dans 3 équipes, le SK Slavia Prague, le SK Kladno et le AC Sparta Prague. Il a donc joué dans les deux équipes les plus populaires et importantes du pays (Slavia et Sparta).
En équipe de Tchécoslovaquie, il joue 42 matchs et dispute la coupe du monde 1934 où ils sont battus en finale par l'Italie (2-1 après prolongation).